# Antonio Campolo
Antonio Campolo (Montevideo, Uruguay, 7 de febrero de 1897; ídem, 22 de mayo de 1959) fue un futbolista uruguayo. Jugaba de delantero en el Club Atlético Peñarol de la Primera División de Uruguay. 

## Selección nacional
Ha sido internacional con la Selección de fútbol de Uruguay en 21 encuentros logrando marcar 3 goles desde 1918 hasta 1929. No pudo participar de los Juegos Olímpicos de 1924 en Colombes, la cual sería la primera medalla de oro de su país, debido al cisma del fútbol uruguayo.

### Participaciones en Juegos Olímpicos
| Juegos Olímpicos         | Sede      | Resultado | Partidos | Goles |
| ------------------------ | --------- | --------- | -------- | ----- |
| Juegos Olímpicos de 1928 | Ámsterdam | Campeón   | 3        | 1     |

### Participaciones en Copa América
| Copa              | Sede      | Resultado | Partidos | Goles |
| ----------------- | --------- | --------- | -------- | ----- |
| Copa América 1920 | Chile     | Campeón   | 3        | 1     |
| Copa América 1921 | Argentina | 3° puesto | 3        | 0     |
| Copa América 1929 | Argentina | 3° puesto | 3        | 0     |

## Clubes
| Club    | País    | Año       |
| ------- | ------- | --------- |
| Peñarol | Uruguay | 1918-1930 |

## Palmarés

### Campeonatos nacionales
| Título                        | Club    | País    | Año  |
| ----------------------------- | ------- | ------- | ---- |
| Campeonato Uruguayo           | Peñarol | Uruguay | 1918 |
| Campeonato Uruguayo           | Peñarol | Uruguay | 1921 |
| Torneo de la FUF              | Peñarol | Uruguay | 1924 |
| Torneo del Consejo Provisorio | Peñarol | Uruguay | 1926 |
| Campeonato Uruguayo           | Peñarol | Uruguay | 1928 |
| Campeonato Uruguayo           | Peñarol | Uruguay | 1929 |

### Copas internacionales
| Título           | Club (*)           | Sede         | Año  |
| ---------------- | ------------------ | ------------ | ---- |
| Copa América     | Selección uruguaya | Chile        | 1920 |
| Copa Aldao       | Peñarol            | Argentina    | 1928 |
| Juegos Olímpicos | Selección uruguaya | Países Bajos | 1928 |